# Kiradech Aphibarnrat
Kiradech Aphibarnrat  (Bangkok, 23 juli 1989) is een professioneel golfer uit Thailand. 

## Amateur
Aphibarnrat won in 2003 en 2004 het wereldkampioenschap voor junioren. In 2004 won hij individueel goud tijdens 'World University Games'. 
Gewonnen
- 2003: Wereldkampioenschap Junioren
- 2004: Wereldkampioenschap Junioren, World University Games (individueel)

## Professional
Aphibarnrat werd in 2007 professional en speelt nu op de Aziatische PGA Tour. In 2009 won de negentienjarige Thai het Singha Pattaya Open op de Mercedes Benz Tour met elf slagen voorsprong op nummer twee. Ook werd hij tweede op de Worldwide Holdings Selangor Masters achter Rick Kulasz. 
In 2013 won de 23-jarige Aphibarnrat het Maleisisch Open waardoor hij van nummer 170 naar 90 steeg op de wereldranglijst. De overwinning gaf hem ook speelrecht op de Europese Tour tot eind 2015 en een startbewijs voor de WGC - Champions 2013 en de Volvo Golf Champions 2014. Zijn coach was toen Natpasit Chokthanasart, maar de 58-jarige Thai is in december 2013 overleden. Zijn nieuwe coach, Pompetch Saraputti, zat vroeger in het nationale team. 

### Gewonnen
Benz Tour
- 2009: Singha Pattaya Open

Asian Tour
- 2011: SAIL Open (-16) in New Delhi
- 2013: Maleisisch Open (-13)

Europese Tour
- 2013: Maleisisch Open
- 2015: Shenzhen International